# LAV (пиво)
LAV — сербская торговая марка пива, которая принадлежит компании Carlsberg Srbija, региональному представителю одного из самых крупных изготовителей пива в мире корпорации Carlsberg. Пиво этой торговой марки изготовляется на пивоварном заводе компании в селе Челарево Южно-Бачского округа автономного края Воеводина.
Вторая по рыночной части торговая марка на сербском рынке пива после торговой марки Jelen Pivo, которая принадлежит международному холдингу Starbev. В 2006 году заняла второе место в конкурсе лучших торговых марок Сербии. В России пиво LAV в продаже с 2022 года, его варит компания Балтика.

## История

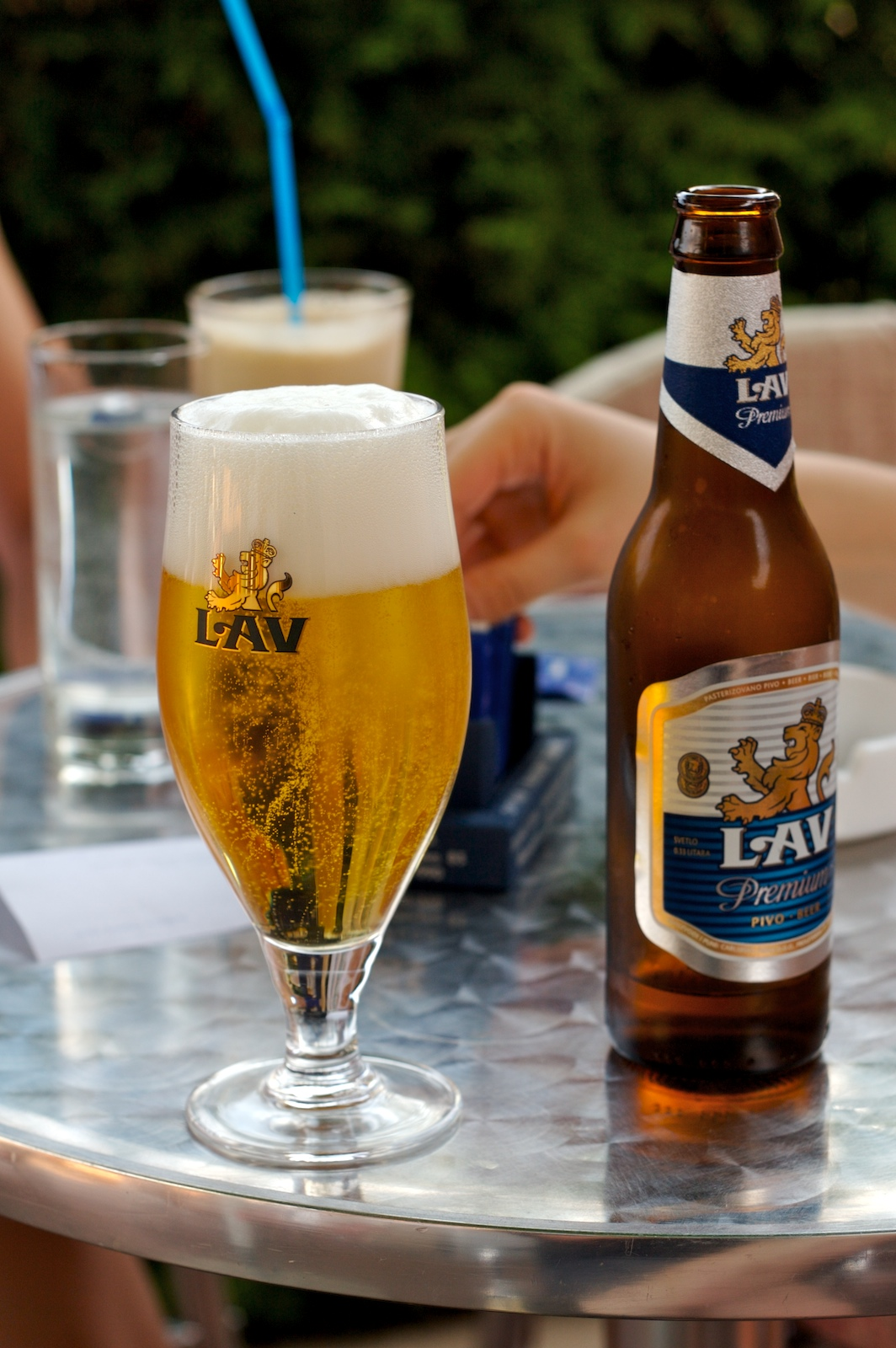
Пиво LAV в фирменном бокале

Пивоварня в Челарево начала варить пиво в 1892 году как частное предпринимательство семьи местных аристократов Дунджерских и имела начальную изготовительную мощность в 100 тысяч декалитров пива на год.
Существенное развитие пивоварения в Челарево произошло уже после Второй мировой войны. Постепенно из маленькой городской пивоварни предпринимательство стало одним из лучших изготовителей пива в стране. Масштабные работы с расширением и модернизацией производства были проведены в первой половине 1970-х и вначале 1980-х.
С самого начала производства пиво отпускалось под торговым названием ČIB, потом ассортимент был расширен новыми торговыми марками, в том числе, в рамках сотрудничества с немецкой пивоварней «Löwenbräu», — пивом одноимённой торговой марки, которое выпускалось по лицензии. Пиво немецкой торговой марки получило большую популярность на югославском рынке и после завершения срока действия лицензионного договора руководство пивоварни решило вывести на замену немецкого «львиного пива» Löwenbräu собственный «львиный» бренд LAV. Позже контроль над пивоварней в Челарево получила международная пивоварная группа датского происхождения Carlsberg, которая начала выпуск на своих изготовительских мощностях пива своих международных торговых марок Carlsberg, Tuborg и Holsten. LAV стала единственной локальной торговой маркой, пиво которой продолжает выпускаться компанией Carlsberg Srbija.

## Спонсорская деятельность
Пиво LAV является официальным пивом сборной Сербии по футболу. С 2007 года торговая марка стала титульным спонсором розыгрышей Кубка Сербии по футболу, который с того времени имеет официальное название «LAV Кубок Сербии по футболу» (серб. Лав куп Србије).

## Ассортимент пива
Сейчас под торговой маркой LAV изготавливаются два сорта пива:
- LAV Pivo — светлое пиво с содержимым алкоголя 5,0 % и плотностью 11,4 %; разливается в бутылки и банки 0,33 и 0,5 л, пластиковые бутылки 0,5 и 2,0 л.
- LAV 7 — светлое крепкое пиво с содержимым алкоголя 7,2 % и плотностью 16,2 %; разливается в бутылки 0,33 и 0,5 л, а также банки. Изготовляется с 2007 года.

В прошлом также изготовлялись сорта LAV Premium и LAV Tamno (тёмное).